# Otus bikegila
Otus bikegila (лат.) — эндемичный вид совок, встречающийся только на острове Принсипи в Сан-Томе и Принсипи, островном государстве в Гвинейском заливе у побережья Африки.

## Обнаружение вида
Первое упоминание в научном сообществе нового вида совок с острова Принсипи относится к 2016 году, хотя первые свидетельства местных жителей известны по меньшей мере с 1928 года. В 2017—2019 годах команда орнитологов под руководством Мартима Мело из Университета Порту провела полевое исследование в национальном парке Обо. Официально новый вид был описан в публикации в научном журнале ZooKeys в 2022 году.

## Этимология
Видовое название дано в честь смотрителя парка и бывшего охотника на попугаев Сесилиано «Бикегилы» ду Бон Жезуша (Ceciliano «Bikegila» do Bom Jesus). В начале 1990-х годов он рассказал исследователям про два случая обнаружения неизвестных птиц в гнездах на деревьях, где он искал попугаев, и в дальнейшем помогал учёным с их поиском.

## Описание

### Внешний вид
Общая длина — от 19 до 20,5 см; длина крыла — 145—151 мм; масса — от 76 до 92 г. Самцы меньше и легче самок.
По окраске оперения выделяют две морфы: рыжую и серо-коричневую. Цвет глаз — жёлтый.

### Голос
Крик описывается как «туу», которое быстро повторяется со скоростью одного крика в секунду. Птицы начинают издавать крик почти сразу после наступления темноты. Другой её крик похож на кошачье мяуканье и может быть как одиночным, так и повторяющимся. Совки часто поют дуэтом, при этом самки кричат на более высокой ноте.
Именно вокализация позволила исследователям выделить Otus bikegila в отдельный вид. Она была уникальна, легко отличима от голосов других видов совок, при этом существующие морфологические различия не столь существенны и так сильно не выделяются (по крайней мере для человеческого глаза).

## Распространение
Распространение этого вида совок ограничено местными лесами, где активность человека низкая — фактически их ареал составляет около 15 квадратных километров и полностью находится в пределах охраняемой территории национального парка Обо. Похоже, что они предпочитает более высокие деревья и питаются насекомыми. В свою очередь на совок могут охотиться мартышки мона и чёрные крысы.
Учитывая небольшую численность популяции и маленький ареал, исследователи обратились в Международный союз охраны природы (МСОП) с просьбой объявить его находящимся под угрозой исчезновения, и этот статус был предоставлен в 2023 году.